# Pierre-Châtel
Pour les articles homonymes, voir Chatel et Chartreuse de Pierre-Châtel.
Pierre-Châtel est une commune française située dans le département de l'Isère, en région Auvergne-Rhône-Alpes.
Autrefois modeste paroisse de la province royale du Dauphiné, puis rattachée à la communauté de communes de la Matheysine dès sa création en 1995, ses habitants sont appelés les Pierre-chatelois.

## Géographie

### Situation et description
La commune de Pierre-Chatel, située dans une zone de moyenne montagne et de dimension assez modeste, est traversée par la route Napoléon qui permet de joindre Grenoble à Gap, en passant par La Mure, est située sur le plateau de la Matheysine, à proximité de la zone touristique des lacs de Laffrey, quatre lacs, tous d'origine glaciaire et attirant de nombreux touristes en été.

### Géologie et relief

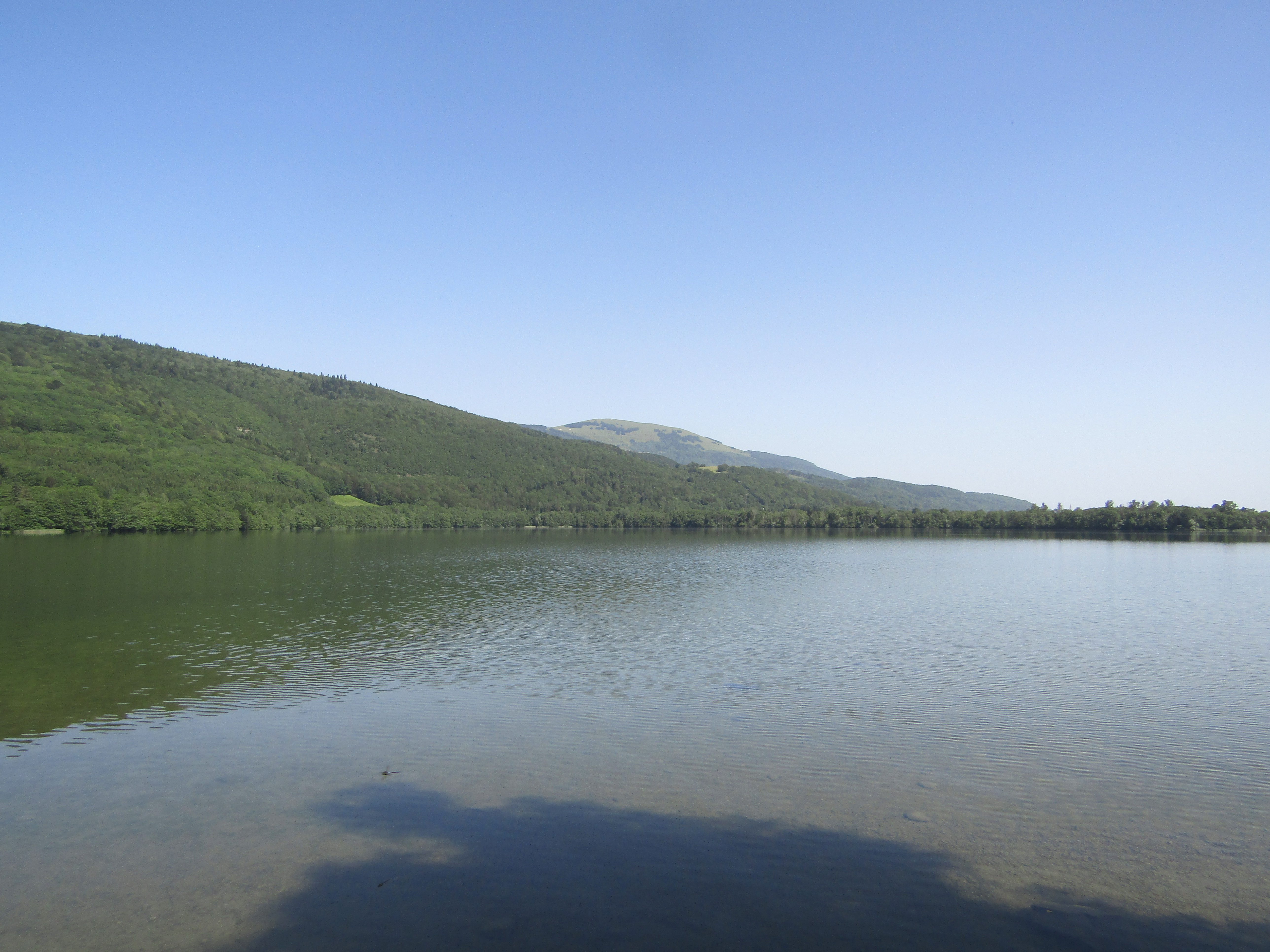
Lac de Pierre-Châtel.

Géologiquement, la commune est caractérisée par le terrain houiller de Putteville. Cette couche de grès à anthracite, ayant un épaisseur de 8–10 m, a été exploitée de façon industrielle.
Durant la glaciation de Würm inférieur (dite Stade II), le glacier de la Romanche se postait à l'entrée de la Matheysine à l'altitude 1 330 m et la diffluence allait jusqu'au village des Bruneaux au sud de Pierre-Châtel.
Durant le Würmien moyen (dite stade III), le glacier de la Romanche avait déjà quitté le plateau. La création des quatre lacs de Laffrey s'est effectuée entre ces deux périodes durant le retrait progressif du glacier. Les datations de ces épisodes se sont effectuées progressivement.
Du fait de la variation du climat durant, des périodes de stagnation ont suivi des périodes de retrait plus ou moins longues en durée durant lesquelles le glacier a pu former des moraines successives et des cuvettes plus ou moins profondes donnant naissance aux quatre lacs de Laffrey et dont un porte le nom de la commune.

### Climat
Pour des articles plus généraux, voir Climat d'Auvergne-Rhône-Alpes et Climat de l'Isère.
En 2010, le climat de la commune est de type climat de montagne, selon une étude du Centre national de la recherche scientifique s'appuyant sur une série de données couvrant la période 1971-2000. En 2020, Météo-France publie une typologie des climats de la France métropolitaine dans laquelle la commune est exposée à un climat de montagne ou de marges de montagne et est dans une zone de transition entre les régions climatiques « Alpes du nord » et « Alpes du sud ». 
Pour la période 1971-2000, la température annuelle moyenne est de 8,7 °C, avec une amplitude thermique annuelle de 16,9 °C. Le cumul annuel moyen de précipitations est de 1 050 mm, avec 9 jours de précipitations en janvier et 6,5 jours en juillet. Pour la période 1991-2020, la température moyenne annuelle observée sur la station météorologique de Météo-France la plus proche, « La Mure-radome », sur la commune de La Mure à 6 km à vol d'oiseau, est de 8,5 °C et le cumul annuel moyen de précipitations est de 948,6 mm,. Pour l'avenir, les paramètres climatiques de la commune estimés pour 2050 selon différents scénarios d'émission de gaz à effet de serre sont consultables sur un site dédié publié par Météo-France en novembre 2022.

### Hydrographie
La commune est traversée par la rivière la Jonche et le canal du Moulin.

### Voies de communication et transports

#### Accès routiers
La route nationale 85 (RN 85) qui relie Gap à Grenoble, connue également sous l'appellation de Route Napoléon traverse le territoire de la commune

## Urbanisme

### Typologie
Au 1er janvier 2024, Pierre-Châtel est catégorisée bourg rural, selon la nouvelle grille communale de densité à sept niveaux définie par l'Insee en 2022.
Elle est située hors unité urbaine. Par ailleurs la commune fait partie de l'aire d'attraction de Grenoble, dont elle est une commune de la couronne,. Cette aire, qui regroupe 204 communes, est catégorisée dans les aires de 700 000 habitants ou plus (hors Paris),.

### Occupation des sols
L'occupation des sols de la commune, telle qu'elle ressort de la base de données européenne d’occupation biophysique des sols Corine Land Cover (CLC), est marquée par l'importance des territoires agricoles (67,6 % en 2018), en augmentation par rapport à 1990 (61,6 %). La répartition détaillée en 2018 est la suivante : 
prairies (52,9 %), forêts (18,7 %), zones agricoles hétérogènes (14,7 %), zones urbanisées (5,7 %), eaux continentales (4,9 %), milieux à végétation arbustive et/ou herbacée (3,1 %). L'évolution de l’occupation des sols de la commune et de ses infrastructures peut être observée sur les différentes représentations cartographiques du territoire : la carte de Cassini (XVIIIe siècle), la carte d'état-major (1820-1866) et les cartes ou photos aériennes de l'IGN pour la période actuelle (1950 à aujourd'hui).

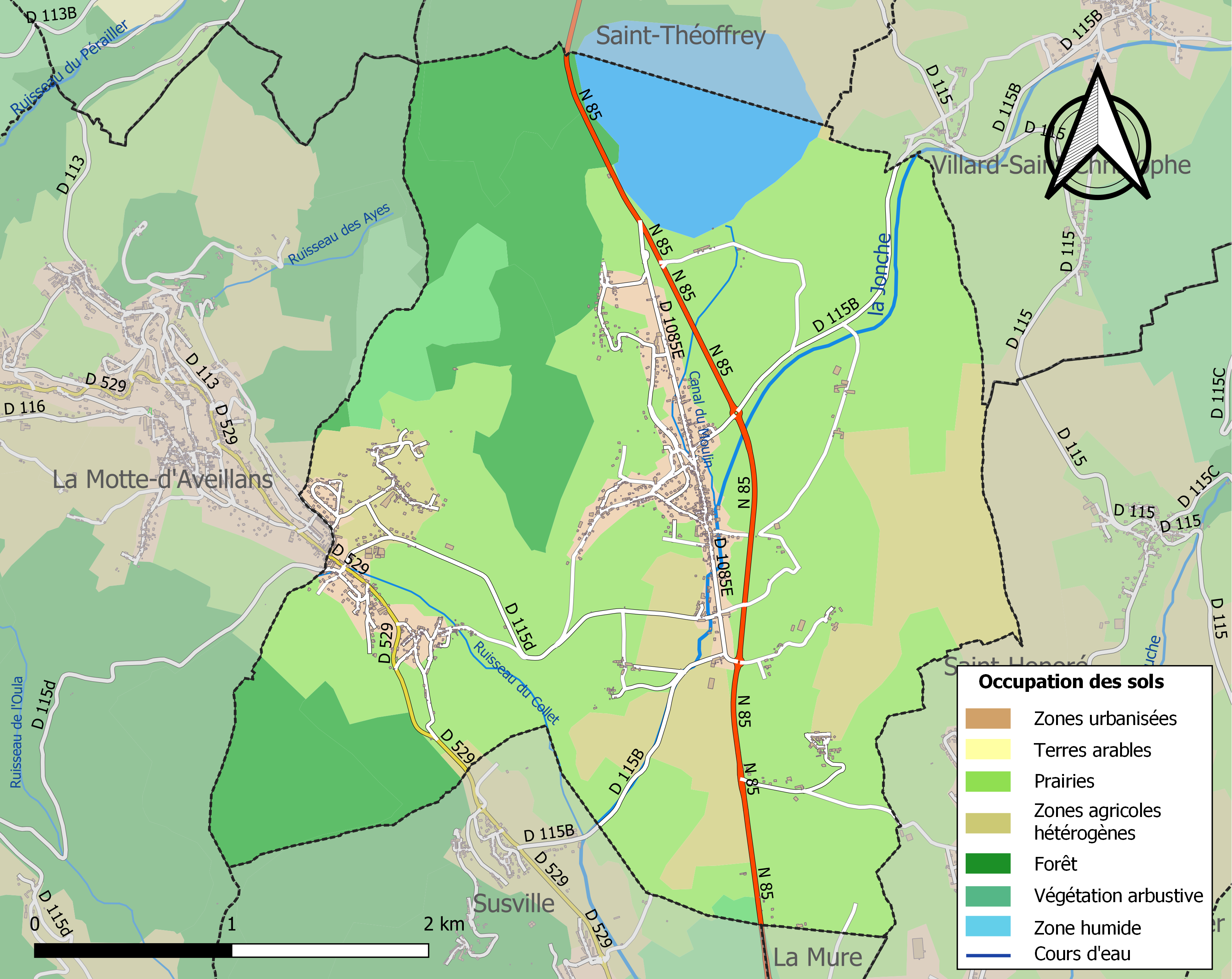
Carte des infrastructures et de l'occupation des sols de la commune en 2018 (CLC).

### Lieux-dits et écarts
La population de Pierre-Châtel est estimée à environ 1 533 habitants répartis dans le bourg et différents hameaux.
Ce qui caractérise la commune, c'est le fait d'être coupée par une barre rocheuse importante qui divise sa surface et le nombre d'habitants à parts à peu près égales, mais gène la communication entre les hameaux. De ce fait, certains des équipements communaux (écoles, salles des fêtes) se trouvent multipliés par deux.
Les principaux hameaux sont Feyteny, Les Bruneaux, Le Collet, La Festinière, Le Mas Briancon, L'Espinasse, Pérouzat, Puteville et Ser-Sigaud.

### Risques naturels et technologiques

#### Risques sismiques
L'ensemble du territoire de la commune de Pierre-Châtel est situé en zone de sismicité n° 3, comme la plupart des communes de son secteur géographique. Ce territoire se situe cependant au sud de la limite d'une zone sismique classifiée de « moyenne ».
| Type de zone | Niveau            | Définitions (bâtiment à risque normal) |
| ------------ | ----------------- | -------------------------------------- |
| Zone 3       | Sismicité modérée | accélération = 1,1 m/s2                |

## Toponymie
Comme l'indique son blason officiel, « Petra chastelli » signifie « pierre du château » qui a donné son nom à la commune.

## Histoire

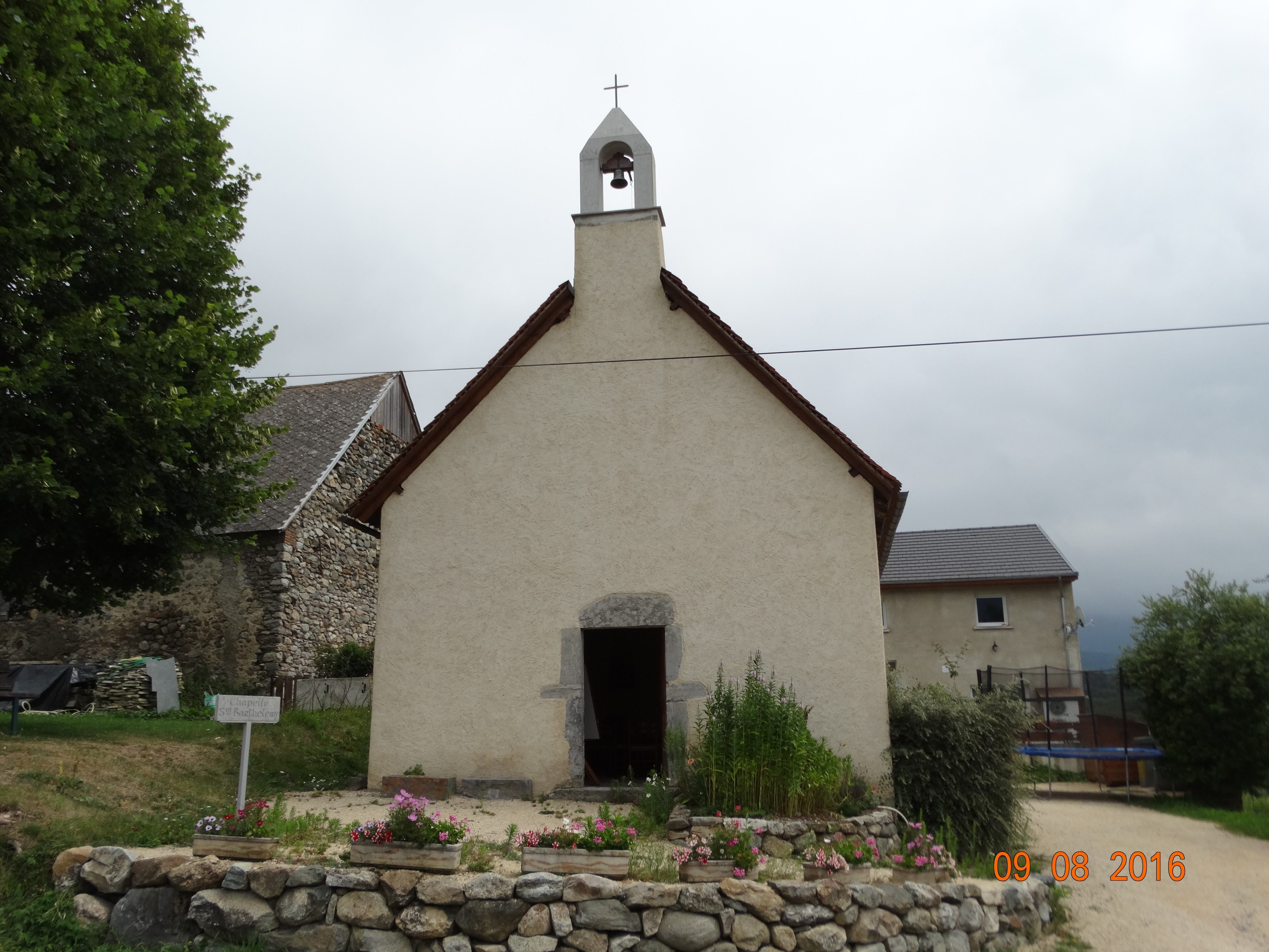
Chapelle St Barthelemy

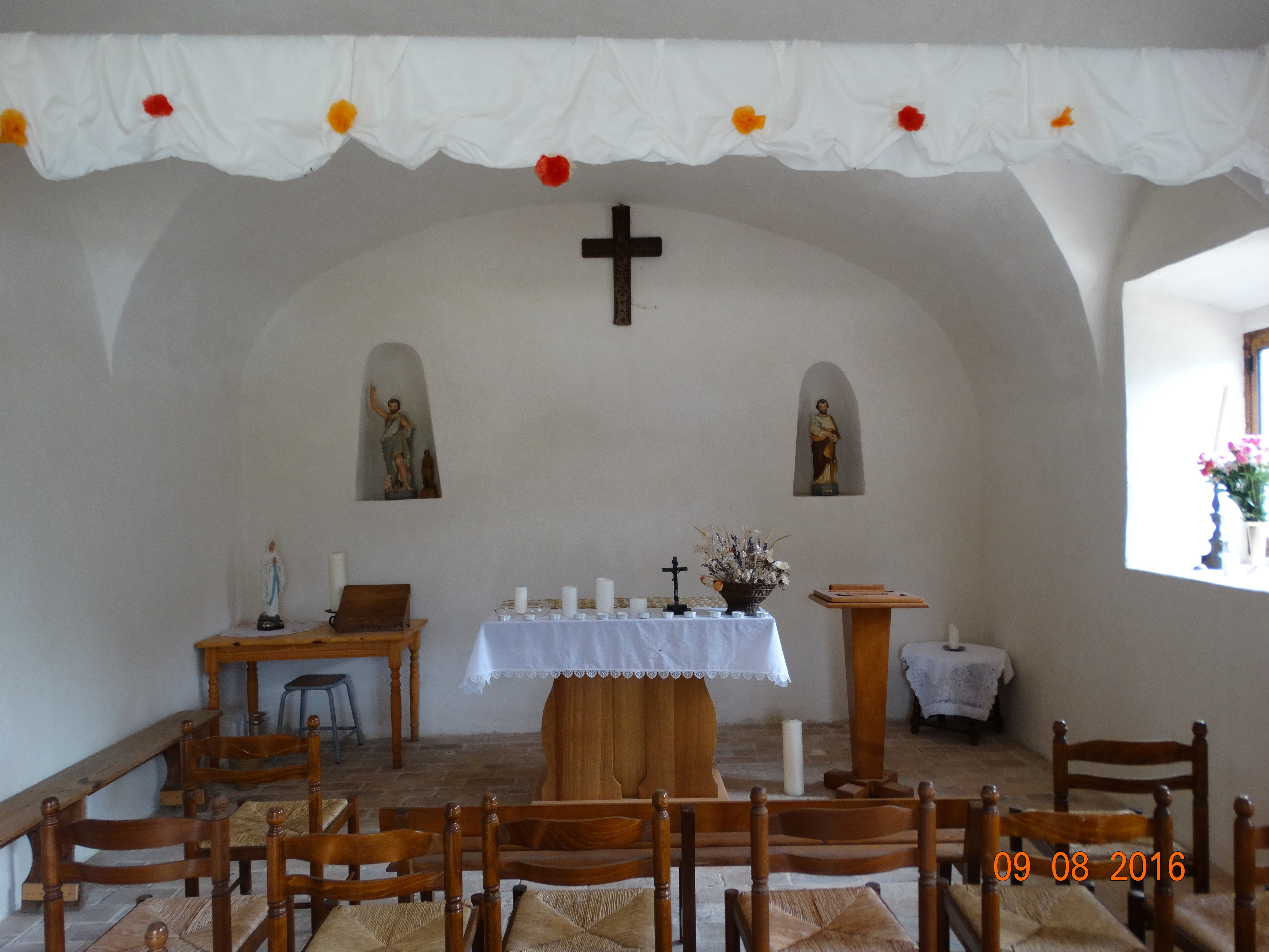
Chapelle St Barthelemy (intérieur)

Cette commune est sur l'itinéraire de la route Napoléon.

### Temps modernes
- 1789 - Pierre-Châtel appartient au royaume de France.
- 1793 - Est créé le département d'Isère. La commune se nomme Pierre Chatel, fait partie du canton de Saint Théoffrey, dans le district de Grenoble.
- 1801 - Pierre Chatel devient Pierre-Châtel, dans le canton de La Mure, dans l'arrondissement de Grenoble[18].

### Époque contemporaine
La commune de Pierre-Châtel fait partie du canton de La Mure, dans l'arrondissement de Grenoble, dans le département d'Isère et dans la région Auvergne-Rhône-Alpes.

### Administration municipale

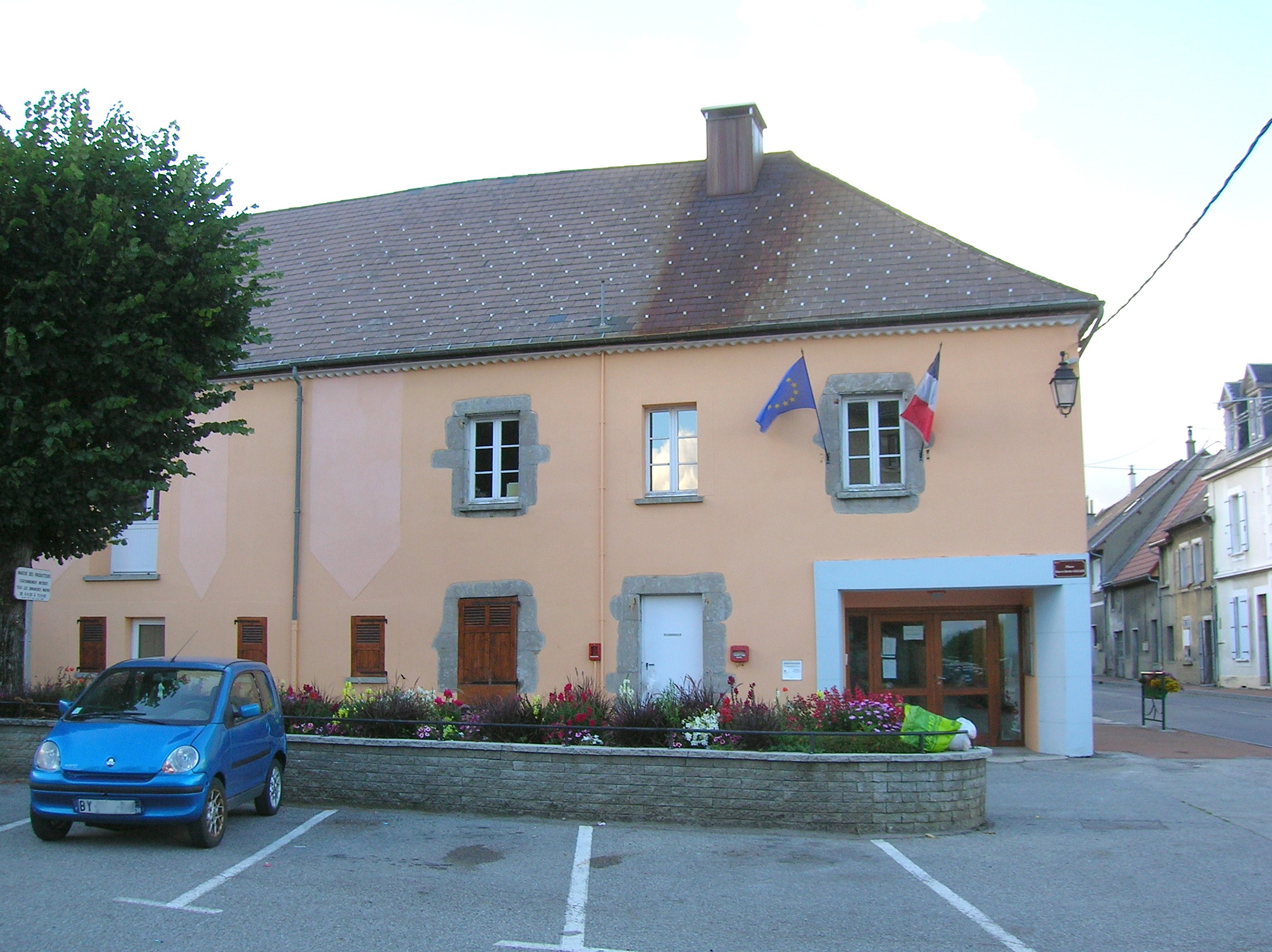
La mairie.

## Politique et administration

### Liste des maires
| Période                                  | Période  | Identité       | Étiquette | Qualité |
| ---------------------------------------- | -------- | -------------- | --------- | ------- |
| avant 1995                               | 1998     | François Borel |           |         |
| 1998                                     | 2001     | Raymond Emery  |           |         |
| 2001                                     | 2014     | Michel Senor   | PS        |         |
| 2014                                     | En cours | Alain Villard  | SE        | Cadre   |
| Les données manquantes sont à compléter. |          |                |           |         |

## Population et société

### Démographie
L'évolution du nombre d'habitants est connue à travers les recensements de la population effectués dans la commune depuis 1793. Pour les communes de moins de 10 000 habitants, une enquête de recensement portant sur toute la population est réalisée tous les cinq ans, les populations de référence des années intermédiaires étant quant à elles estimées par interpolation ou extrapolation. Pour la commune, le premier recensement exhaustif entrant dans le cadre du nouveau dispositif a été réalisé en 2007.

En 2022, la commune comptait 1 485 habitants, en évolution de −1 % par rapport à 2016 (Isère : +3,07 %, France hors Mayotte : +2,11 %).
| 1793 | 1800 | 1806 | 1821 | 1831  | 1836  | 1841  | 1846  | 1851  |
| ---- | ---- | ---- | ---- | ----- | ----- | ----- | ----- | ----- |
| 578  | 620  | 678  | 846  | 1 059 | 1 061 | 1 112 | 1 146 | 1 144 |

| 1856  | 1861  | 1866  | 1872  | 1876  | 1881  | 1886  | 1891  | 1896  |
| ----- | ----- | ----- | ----- | ----- | ----- | ----- | ----- | ----- |
| 1 093 | 1 148 | 1 200 | 1 160 | 1 130 | 1 087 | 1 163 | 1 135 | 1 182 |

| 1901  | 1906  | 1911  | 1921  | 1926  | 1931  | 1936  | 1946  | 1954  |
| ----- | ----- | ----- | ----- | ----- | ----- | ----- | ----- | ----- |
| 1 293 | 1 362 | 1 391 | 1 156 | 1 191 | 1 259 | 1 193 | 1 212 | 1 217 |

| 1962  | 1968  | 1975  | 1982  | 1990  | 1999  | 2006  | 2007  | 2012  |
| ----- | ----- | ----- | ----- | ----- | ----- | ----- | ----- | ----- |
| 1 601 | 1 527 | 1 224 | 1 218 | 1 226 | 1 202 | 1 230 | 1 234 | 1 463 |

| 2017  | 2022  | - | - | - | - | - | - | - |
| ----- | ----- | - | - | - | - | - | - | - |
| 1 496 | 1 485 | - | - | - | - | - | - | - |

### Enseignement
Rattachée à l'académie de Grenoble, la commune de Pierre-Châtel dispose de deux écoles de l'enseignement primaire publique qui sont réparties sur deux sites :
- école maternelle au hameau de La Festinière (de la petite section au CE1) ;
- école élémentaire au bourg (du CE1 au CM2).

### Médias
Pierre-Châtel a obtenu le label « Ville Internet @@@ » en 2014, en gagnant deux arobases par rapport à l'année 2011.
Historiquement, le quotidien régional Le Dauphiné libéré consacre, chaque jour, y compris le dimanche, dans son édition de Romanche et Oisans, un ou plusieurs articles à l'actualité de la commune, de son canton, ainsi que des informations sur les éventuelles manifestations locales.
La commune est située sur l'aire de diffusion de radio Ici Isère, une radio publique qui émet sur tout le territoire du département de l'Isère.

### Cultes
La communauté catholique et l'église paroissiale de Pierre-Châtel (propriété de la commune) dépendent de la paroisse Saint Pierre Julien Eymard qui rassemble un grand nombre de villages autour de la cité de La Mure. Cette paroisse est rattachée au diocèse de Grenoble-Vienne.

## Culture locale et patrimoine

### Lieux et monuments

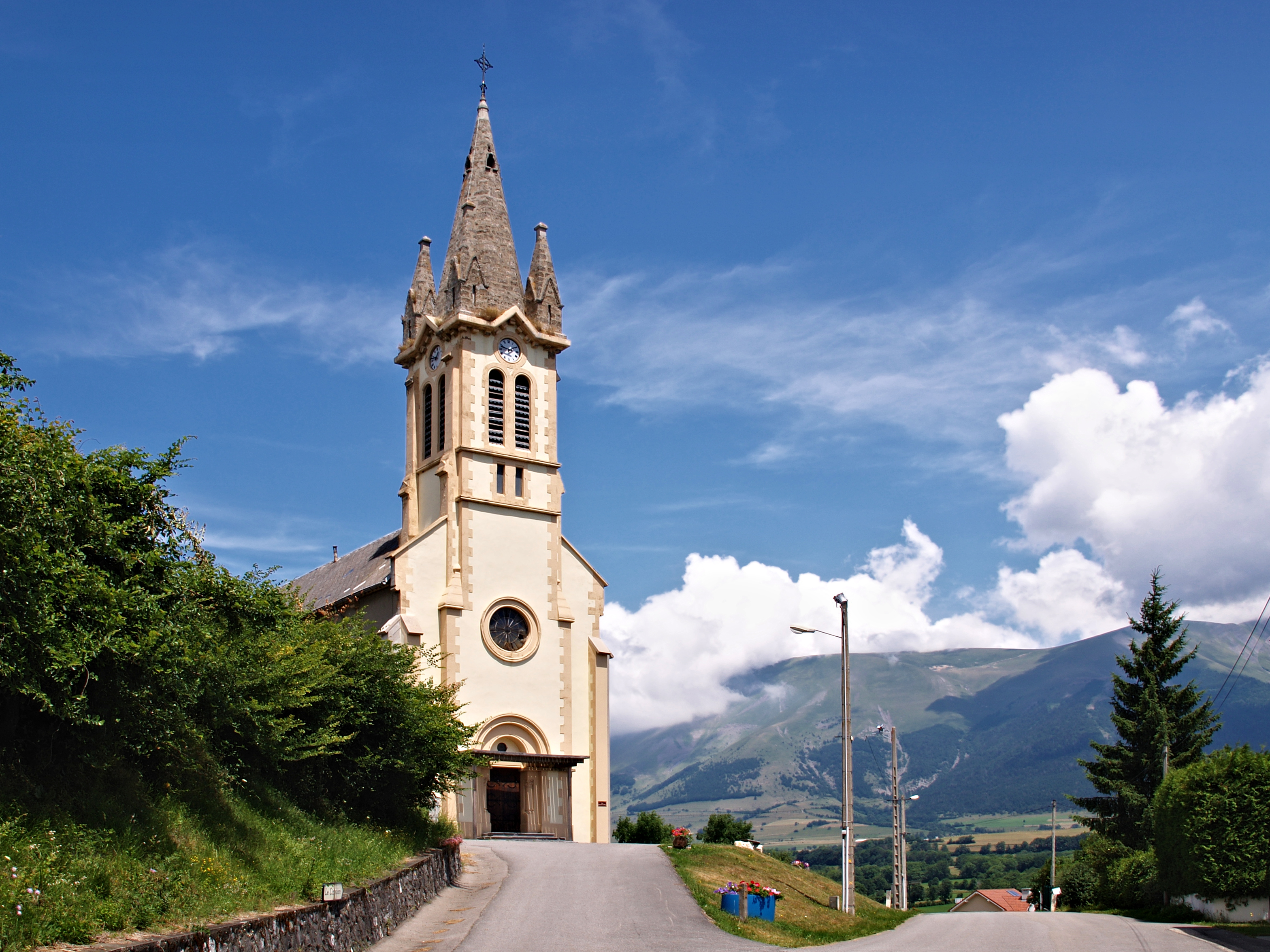
Église Saint-Pierre.

#### Patrimoine industriel
- Les restes des trois puits de mine (mine de Putteville) sont encore visibles[26].

### Patrimoine naturel

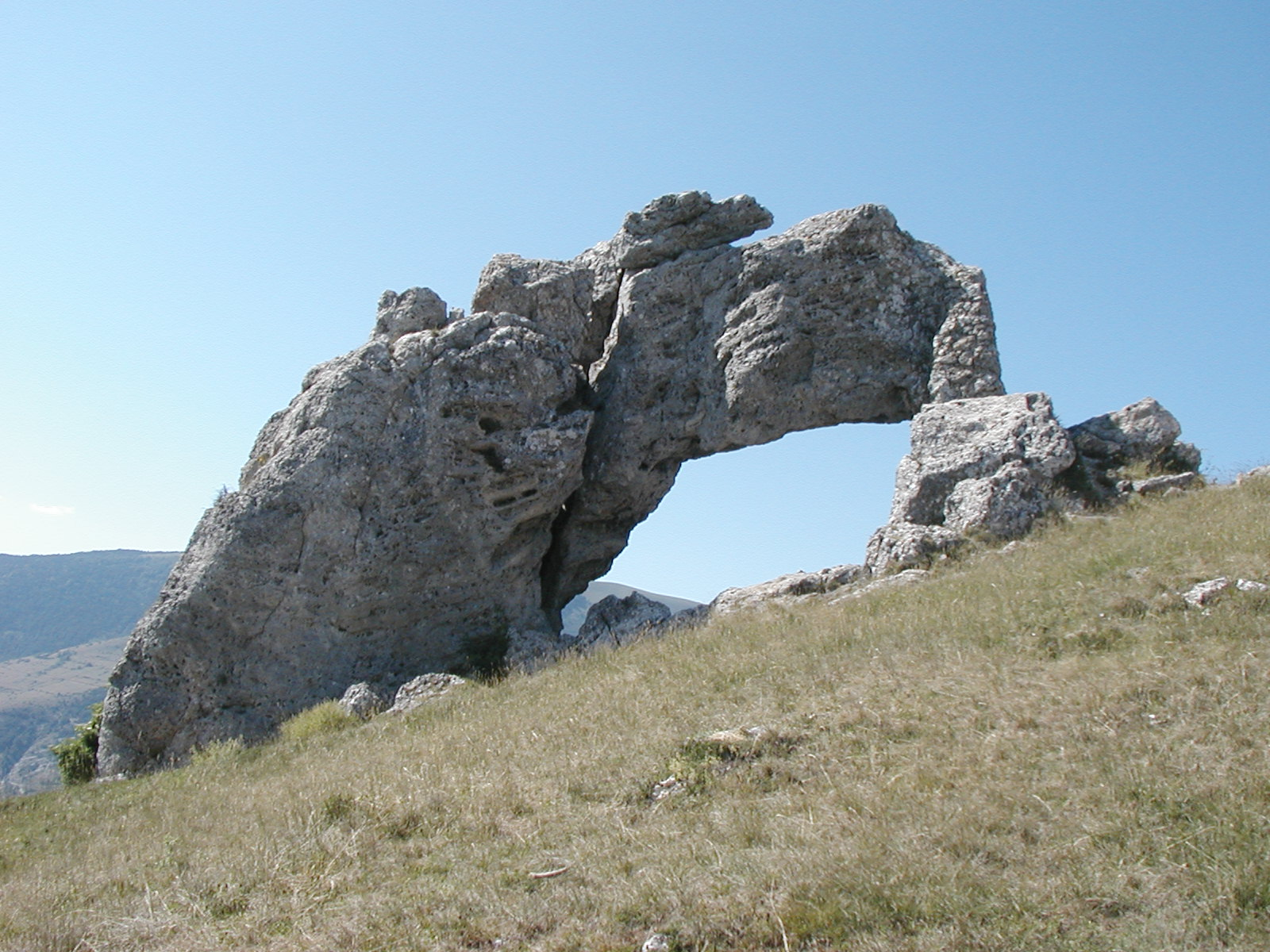
La Pierre Percée.

- La Pierre Percée, rocher troué, situé au sommet de la colline des Creys au nord du territoire de la commune, fait partie des Sept merveilles du Dauphiné.
- Le lac de Pierre-Châtel.
- Le col de la Festinière (964 m).

### Patrimoine et traditions orales
Pierre-CHâtel se situe dans la partie méridionale du département de l'Isère et donc dans le secteur septentrional de la zone du vivaro-alpin, dialecte de l'occitan parlé dans les Alpes méridionales. Ce territoire se situe donc à la limite méridionale sud de la zone des parlers dauphinois, laquelle appartient au domaine linguistique du francoprovençal ou arpitan et dont il subit l'influence.

### Personnalités liées à la commune
- Jean de Grenaud (1613), gouverneur du Fort de Pierre-Châtel

### Héraldique
| Blason de Pierre-Châtel | Blason  | D'or au dauphin d'azur crêté, barbé, loré, peautré et oreillé de gueules, au chef de gueules au rocher de la Pierre Percée d'argent. |
| Blason de Pierre-Châtel | Détails | Le statut officiel du blason reste à déterminer.                                                                                     |